# Nordischer Augentrost
Der Nordische Augentrost (Euphrasia frigida), auch Skandinavischer Augentrost genannt, ist eine Pflanzenart aus der Gattung Augentrost (Euphrasia) in der Familie der Sommerwurzgewächse (Orobanchaceae).

## Beschreibung
Der Nordische Augentrost ist eine 3 bis 15 cm große, halbparasitäre einjährige Pflanze. Der Stängel ist am Grund oft gebogen. Die Laubblätter sind beidseitig mit je vier bis sieben stumpfen bis spitzlichen Zähnen besetzt, sie sind etwa so breit wie lang. Im Verhältnis zur Gesamtpflanze sind sie relativ groß.
Die Blütenstände stehen endständig und erscheinen nach meist zwei bis vier, selten auch fünf Internodien. Die Blüten sind 5 bis 7 mm lang, die Kronen sind weiß und violett geadert.
Die Früchte sind Kapselfrüchte, die genauso lang oder länger wie der beständige Kelch sind.
Die Chromosomenzahl beträgt 2n = 44.

## Vorkommen
Die Art kommt in Nord- und Mitteleuropa, in Nordwestasien sowie im östlichen Nordamerika vor. In Deutschland sind aktuell Vorkommen in der Eifel, im Hohen Venn, im Hunsrück, Vogelsberg, Spessart, Thüringer Wald und in der Bayerischen Rhön nachgewiesen. Frühere Populationen im Harz konnten nach 2004 nicht mehr bestätigt werden.
Sie wächst auf Bergwiesen und Magerrasen auf sauren, nährstoffarmen Böden. Sie kommt vor in Gesellschaften der Ordnung Nardetalia und der Verbände der Montanen Goldhaferwiesen (Polygono-Trisetion) und der Halbtrockenrasen (Mesobromion).